# Рахматов, Артык
Артык Рахматов — советский хозяйственный деятель, Герой Социалистического Труда.

## Биография
Родился в 1927 году в кишлаке Мулканлик. Член КПСС.
В 1941—1947 гг. — колхозник полеводческой бригады, в 1947—1988 гг. — бригадир хлопководческой бригады колхоза имени Алишера Навои Джизакского района Джизакской области Узбекской ССР.
Указом Президиума Верховного Совета СССР от 26 февраля 1981 года присвоено звание Героя Социалистического Труда с вручением ордена Ленина и золотой медали «Серп и Молот».
Умер после 1991 года в кишлаке Мулканлик.

## Награды и звания
- Герой Социалистического Труда (26.02.1981)
- Орден Ленина (14.12.1972, 26.02.1981)
- Орден Октябрьской Революции (25.12.1976)
- Орден Трудового Красного Знамени (08.04.1971)